# Миле Симеонов
Миле (Михаил) Димитров Симеонов е български юрист и деец на Съюза на македонските младежки организации и на Македонската патриотична организация.

## Биография
Миле Симеонов е роден в дебърското село Тресонче. Завършва право в Софийския университет и активно участва в дейността на Съюза на македонските младежки организации в България. През 1946 година напуска България и се установява в Италия, където поддържа връзки с други българи емигранти. Записва спомените на Петър Пандов и други дейци на македонското дело. През 1949 година емигрира в Канада и се установява в Торонто, където се включва в дейността на Македонската патриотична организация. Подпомага издаването на спомените на Иван Михайлов.